# Forêt du Day
Koordinaten: 11° 45′ 0″ N, 42° 41′ 0″ O

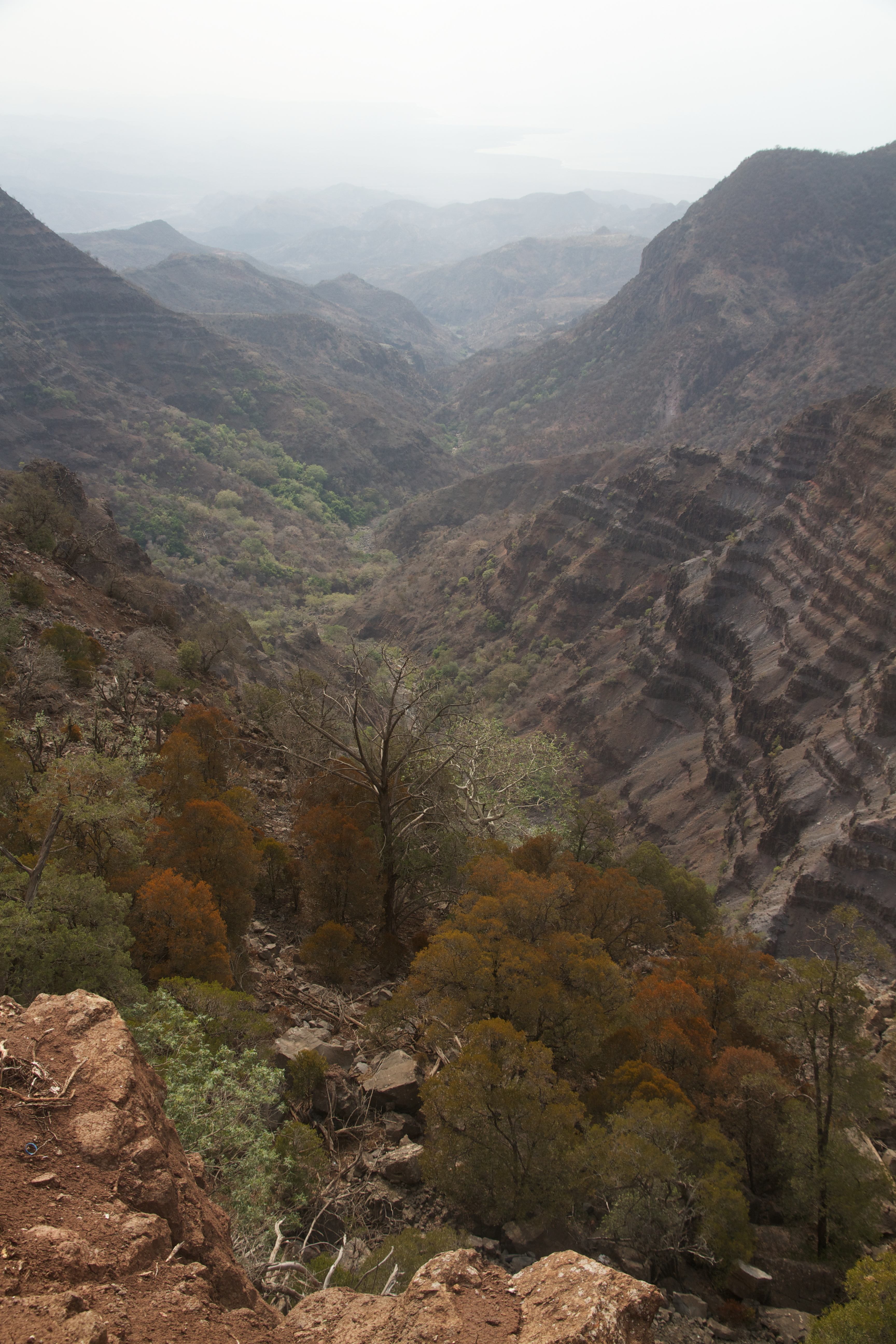
Forêt du Day

Der Forêt du Day (Day-Wald) ist der einzige Wald in Dschibuti. Er liegt in den Goda-Bergen in der Region Tadjoura und erstreckt sich über etwa 15 km² auf einer Höhe von 1200 bis 1750 m. 1939 wurde er zum Nationalpark erklärt, dieser Status ist jedoch nicht mehr gültig. Die Regierung Dschibutis plant, den Wald wieder formal unter Schutz zu stellen.
Er ist neben den Mabla-Bergen das letzte Gebiet, in dem der vom Aussterben bedrohte Wacholderfrankolin oder Dschibuti-Frankolin lebt, zudem gehört er zu den wenigen Wäldern mit Ostafrikanischem Wacholder (Juniperus procera), der einst die dominierende Baumart des Waldes war. Die Bestände des Frankolins haben allerdings deutlich abgenommen, und von den Wacholderbäumen sind seit etwa 1990 selbst in den gesündesten Teilbereichen 50 % abgestorben. Dafür sind Buchsbäume (Buxus hildebrandtii) häufiger geworden. Die früher zahlreichen Antilopen sind wesentlich seltener geworden, Wüstenwarzenschweine sind gänzlich verschwunden. Leoparden wurden seit den 1980er Jahren nicht mehr gesichtet. Als wichtigste Ursache gilt die Veränderung des Klimas in der Region hin zu mehr Hitze und Trockenheit, verschärft durch die Beweidung von Teilen des Waldes durch Rinder, die insbesondere Jungpflanzen fressen und zertreten. Jagd und das Fällen von Bäumen spielen hingegen eine untergeordnete Rolle.
Die Bewohner der neun umliegenden Dörfer gehören fünf verschiedenen Clans der Afar an. Sie waren ursprünglich Nomaden, leben heute jedoch größtenteils sesshaft. Ihre Lebensgrundlage, die Viehzucht, ist stark von den schwankenden Niederschlägen abhängig. In Zeiten schwerer Dürre ziehen sie mit ihren Tieren bis an die Grenze zu Äthiopien. Alle Dörfer erhalten Nahrungsmittelhilfe. Ihre Wasserversorgung wird seit 2003 durch Brunnen mit Pumpen sichergestellt, allerdings ist die Menge an Wasser beschränkt. Sie verwenden Totholz als Brennholz, während sie das Fällen lebender Bäume traditionell verbieten. Die Arbeitslosigkeit in dem Gebiet liegt um die 80 %.
Umfragen zufolge hält die Mehrheit der Anwohner des Forêt du Day die Erhaltung des Wacholderfrankolins für wichtig, da dieser Vogel ursprünglich als Nahrungsquelle diente und als Teil des natürlichen Erbes des Waldes angesehen wird. Die Mehrheit hält Dürre für die wichtigste Ursache der Waldschädigungen, lediglich 4 % schreiben dies der Beweidung zu. Auf Initiative der lokalen Organisation Djibouti Nature haben Anwohner indes Teile des Waldes mit Steinmauern und Abschrankungen aus Totholz gegen Rinder geschützt, was sich sichtbar positiv auf den Zustand des Waldes auswirkt. Fast ein Viertel der Anwohner glaubt, dass nichts gegen die Schädigung des Waldes getan werden könne, 15 % sind diesbezüglich unsicher. 23 % halten die Umzäunung weiterer Waldstücke für hilfreich, 8 % schlagen die Pflanzung von Bäumen vor und 29 % eine Kombination von Baumpflanzungen und Umzäunungen. Die Einrichtung einer Baumschule im Dorf Day ist vorgesehen.